# Bettie Ringma
Bettie Ringma (Ermelo, 11 juni 1944 – Haarlem, 8 maart 2018) was een Nederlandse fotografe die vooral actief was in het uitgaansleven. Hierbij maakte zij gebruik van een Polaroidcamera.
Zij werkte samen met fotograaf Marc H. Miller (1946). Hun opnamen zou kunnen worden omschreven als een mix van popart en conceptuele kunst.

## Verenigde Staten
Begin jaren ’70 woonde Ringma in Washington. Zij studeerde daar beeldende kunst aan de George Washington-universiteit, alwaar zij haar academische graad Master of Arts (MA) behaalde. Hierna verhuisde zij naar Bowery in New York nabij de CBGB-club. Daar liet zij zichzelf met artiesten uit de punkscene op de foto zetten. Hieruit resulteerde de fotoserie “Bettie Visits CBGB” waarin zij poseert met onder andere David Byrne, Tom Verlaine, Debbie Harry en Joey Ramone.

## Nederland
Eind jaren ’70 verhuisde Ringma met Miller naar Amsterdam. Tot begin jaren ’80 legden zij het Amsterdamse nachtleven met de Polaroidcamera vast. Vooral in de buurten rondom het Rembrandsplein en Nieuwmarkt. Geportretteerd werd onder meer het uitgaanspubliek, prostituees,  muzikanten, gastarbeiders en zeelui. In die tijd was de Polaroidcamera een bijzonder fenomeen en kon 5 gulden voor een foto worden gevraagd. Met dat geld wilden zij in hun levensonderhoud voorzien.
Onderwijl fotografeerden zij ook de tijdsgeest van de stad. Het drugsprobleem met de verslaafden, kraakpanden en zwervers werden zo eveneens gedocumenteerd. Hiermee kreeg hun werk eveneens het karakter van sociale fotografie.

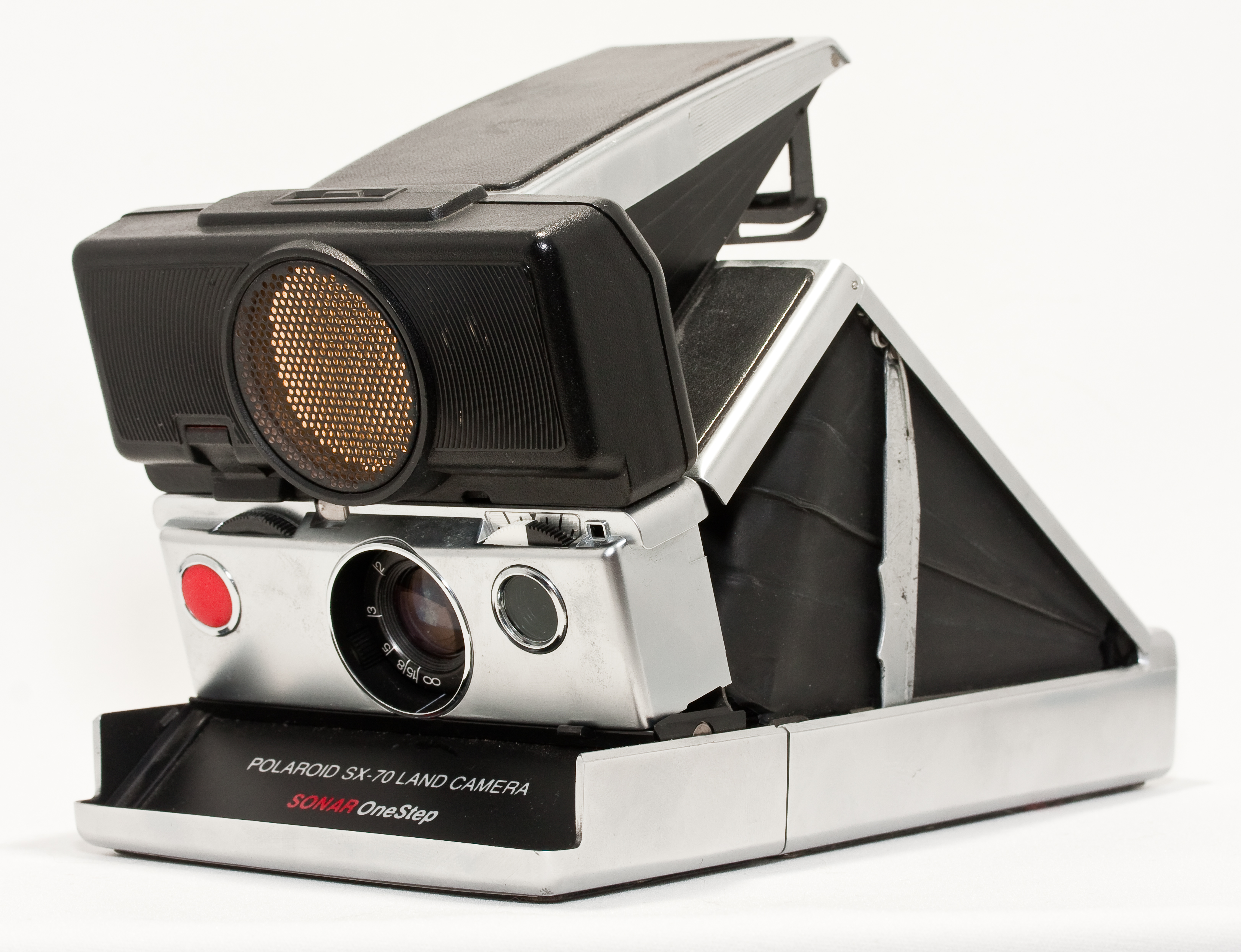
Een Polaroidcamera waar Bettie Ringma en haar partner mee werkten.

Fotograferen met Polaroid kostte indertijd veel geld. Daarom is de fabrikant om een korting op de instant foto-filmcassettes gevraagd. Ook mede met het oog op een nog te organiseren tentoonstelling, waar dan voor elke foto een extra – een tweede, een dubbele – opname nodig was. Deze tweede opnamen zouden het nachtleven – zo vertelde zij de fabrikant – in haar pure vorm kunnen worden geëxposeerd. Het Polaroidbedrijf heeft de foto-filmcassettes toen gratis beschikbaar gesteld.